# Krystyna Ceynowa
Krystyna Ceynowa eller Cejnowa, död 1836, var ett polskt mordoffer som mördades för påstått häxeri efter att ha utsatts för ett häxprov. Hon utgör ett exempel på hur européer fortsatte att tro på häxor och var villiga att ta lagen i egna händer långt efter att de lagliga domstolarna slutat ta upp häxanklagelser, och att människor lynchades för häxeri i Europa långt in på 1800-talet.   
Krystyna Ceynowa var en fiskaränka som levde i Chałupy på Helhalvön (i nuvarande Polen) som då ingick i en preussisk provins. Hon hade ett dåligt rykte för att hon inte gick i kyrkan, och det sades att svarta kråkor samlades vid hennes skorsten. Myndigheterna ville dock inte längre acceptera anklagelser om trolldom. Krystyna greps då av byborna, som utsatte henne för ett häxprov, vattenprovet. Detta orsakade hennes död, då hon drunknande i Östersjön.